# Synarthrophyton
Synarthrophyton R.A. Townsend, 1979  é o nome botânico  de um gênero de algas vermelhas pluricelulares da família Hapalidiaceae, subfamília Melobesioideae.

## Espécies
Apresenta 8 espécies taxonomicamente válidas, entre elas:
- Synarthrophyton patena (J.D. Hooker & Harvey) R.A. Townsend, 1979
- Lista completa